# Nepal nos Jogos Olímpicos de Verão da Juventude de 2010
O Nepal participou dos Jogos Olímpicos de Verão da Juventude de 2010 em Cingapura. Sua delegação foi composta por quatro atletas que competiram em dois esportes.

## Atletismo
| Evento          | Atleta            | Qualificação | Qualificação | Final      | Final         |
| Evento          | Atleta            | Resultado    | Posição      | Resultado  | Posição       |
| --------------- | ----------------- | ------------ | ------------ | ---------- | ------------- |
| 3000 m feminino | Bishwa Rupa Budha | 10:41.42     | 14º          | Não largou | -- (Final B)  |
| 400 m feminino  | Manisha Adhikari  | 1:03.49      | 22º (6º q4)  | Não largou | -- (Final D)  |
| 100 m masculino | Tilak Ram Tharu   | 11.21        | 16º (5º q2)  | Não largou | --º (Final B) |

## Taekwondo
| Evento              | Atleta          | 1ª rodada                   | Quartas-de-final | Semifinais  | Final       | Pos. final |
| ------------------- | --------------- | --------------------------- | ---------------- | ----------- | ----------- | ---------- |
| Até 55 kg masculino | Ranjan Shrestha | KAZ Nursultan Mamayev D 3-8 | Não avançou      | Não avançou | Não avançou | 11º        |